# Allan Nevins
Joseph Allan Nevins (Camp Point, Illinois, 20 de mayo de 1890 - Menlo Park, California, 5 de marzo de 1971) fue un historiador y periodista estadounidense, conocido por su estudio de la guerra civil norteamericana y biografías como la del presidente Grover Cleveland, y personalidades como Henry Ford, John D. Rockefeller y Hamilton Fish.

## Biografía
Nació en Camp Point, Estado de Illinois. Sus padres fueron Emma y Joseph Allan Nevins. Estudió en la Universidad de Illinois. Allí obtuvo una maestría en Inglés en 1913.
Luego se trasladó a la ciudad de Nueva York donde se desempeñó como periodista y comenzó a escribir libros de historia. En 1929 ingresó a la Facultad de Historia de la Universidad de Columbia. En 1939 sucedió como profesor de Historia a su maestro en Illinois y mentor en Columbia Evarts Boutell Greene. Fue nombrado profesor de Historia americana en la universidad de Oxford desde 1940 hasta 1941 y de 1964 hasta 1965. 
Fue el creador de la oficina de Historia Oral, la primera en Estados Unidos y que funciona hasta hoy en la Universidad de Columbia. Después se retiró de la universidad de Columbia y se trasladó a California donde trabajó en la Biblioteca Henry E. Huntington. Murió en Menlo Park, California, en 1971. Se casó con Mary Fleming.

## Trabajos académicos
Escribió más de 50 libros de historia y biografías, además de numerosos artículos periodísticos. Sus obras se caracterizaban por su extensión, investigación en profundidad y su estilo de escritura periodística, rigurosa y con muchos datos en detalle.
Se dedicó a investigar aspectos de la historia política, económica y diplomática de los Estados Unidos de fines del siglo XIX y principios del siglo XX. Ganó el premio Pulitzer de Biografía con la del presidente Grover Cleveland en 1933, y con la del político Hamilton Fish en 1937.
Prueba dura de la Unión es considerada su mayor obra. Fue realizada entre 1947 y 1971. Consta de 8 volúmenes que abordan en detalle la guerra de secesión. Sigue siendo el relato político, militar y económico de la época. Esta obra tiene un leve sesgo de Nevins a favor de la Unión. Los dos últimos volúmenes ganaron de manera conjunta el premio Reserva Nacional de Historia en 1972 después de su fallecimiento.
Nevins planeó y ayudó en la edición de la primera obra de Historia social en Estados Unidos: "Historia de la vida americana".

## Biografía de personajes ilustres
Su biografía sobre John D. Rockefeller le valió críticas de algunos periodistas de gran prestigio como Ferdinand Lundberg. Escribió una biografía sobre John F. Kennedy junto a su colega y colaborador Henry Steele Commager. Ambos formaron parte de un grupo de intelectuales que apoyaron a Kennedy y que fuera decisivo para las elecciones en 1960. Luego se separarían por diferencias sobre la guerra de Vietnam. Nevins argumentaba que la guerra de Vietnam era necesaria en la lucha contra el comunismo.